# Wasserstoffbrückenbindung
| Wasserstoffbrückenbindung |
| Wasserstoffbrückenbindung zwischen zwei Wassermolekülen                                                                                                  |
| Die Wasserstoffbrückenbindung zwischen zwei Wassermolekülen; die beteiligten Atome sind blau, die eigentliche Brückenbindung blau gepunktet dargestellt. |

Die Wasserstoffbrückenbindung, Wasserstoffbrücke oder H-Brücke, gehört zu den intermolekularen Anziehungskräften zwischen einem kovalent gebundenen Wasserstoffatom und einem freien Elektronenpaar eines Atoms, das sich in einer Atomgruppierung befindet. Die Wechselwirkung tritt nur dann auf, wenn das anziehende Atom in der Atomgruppierung elektronegativer ist als Wasserstoff.
Die Wechselwirkungen zwischen den Molekülen sind bei Wasserstoffbrückenbindung stärker ausgeprägt als bei anderen intermolekularen Kräften (Nebenvalenzbindungen). Da sie jedoch in der Regel deutlich unter der Stärke einer chemischen Bindung (kovalente Bindung, ionische Bindung) liegen, wird im Folgenden anstelle von Wasserstoffbrückenbindung der Begriff Wasserstoffbrücke bevorzugt.
Wasserstoffbrücken zwischen Molekülen führen zu einem – im Verhältnis zur Molmasse – erhöhten Schmelz- und Siedepunkt der betreffenden Verbindung. Solche Wechselwirkungen innerhalb großer Moleküle, z. B. Peptiden, oder zwischen kleineren Molekülen, z. B. Nucleinsäuren, bestimmen dann die Struktur dieser Moleküle.

## Entdeckung
Das Konzept der Wasserstoffbrücken wurde erstmals 1919 von Maurice L. Huggins und 1920 von Wendell Mitchell Latimer und Worth H. Rodebush zur Erklärung der hohen Dielektrizitätskonstante von Wasser beschrieben.

## Struktur der Bindung

In flüssiger und fester Phase existieren zwischen den einzelnen Methanol-Molekülen gestrichelt blau gezeichnete Wasserstoffbrückenbindungen.

Dimeres Assoziat der Essigsäure durch hier gestrichelt blau gezeichnete Wasserstoffbrückenbindungen.

Wasserstoffbrücken liegen vor, wenn zwei funktionelle Gruppen über Wasserstoffatome in Wechselwirkung stehen. Dabei ist es unerheblich, ob die Bindung zwischen zwei Molekülen oder zwei entfernten Abschnitten eines – meist großen – Moleküls vorliegt. Man unterscheidet bei den funktionellen Gruppen zwischen dem Protonendonator (auch: Donor, Donator) und dem Protonenakzeptor. Der Donator ist ein elektronegatives Atom (z. B. Stickstoff, Sauerstoff oder Fluor), an das ein Wasserstoffatom kovalent gebunden ist. Der Akzeptor ist ein beliebiges anderes Atom mit freien Elektronenpaaren. Die Bindung des Wasserstoffatoms zum Akzeptor ist in der Regel schwächer (länger) und wird als punktierte Linie symbolisiert. Im Allgemeinen stellt man ein solches System wie folgt dar:
{\displaystyle \mathrm {R^{1}{\mathord {-}}X{\mathord {-}}H\cdots |Y{\mathord {-}}R^{2}} }.
Bestimmte funktionelle Gruppen können gleichzeitig als Donator und Akzeptor agieren. Ein einfaches Beispiel ist die Wasserstoffbrücke zwischen Wassermolekülen. Hier sind X und Y Sauerstoffatome:
{\displaystyle \mathrm {HO{\mathord {-}}H\cdots \vert {\overline {O}}H_{2}\ } }.
Durch die Elektronegativitätsdifferenz der kovalent gebundenen Atome und durch die Wasserstoffbrücken selbst bilden sich Teilladungen aus. Eine positive Teilladung (δ+) sitzt am Wasserstoffatom der Wasserstoffbrücke und negative Teilladungen (δ−) sitzen am Donator X und am Akzeptor Y.
{\displaystyle \mathrm {R^{1}{\mathord {-}}X^{\delta ^{-}}{\mathord {-}}H^{\delta ^{+}}\cdots |Y^{\delta ^{-}}{\mathord {-}}R^{2}\ } }
Die Atome X–H…|Y sind häufig linear angeordnet (Bindungswinkel nahe 180°) und man kann die Bindung als 2-Elektronen-3-Zentren-Bindung betrachten. Die Bindung ist also nicht nur elektrostatisch (ionisch), selbst der schwache H…|Y-Bindungsteil hat eine Wirkungsrichtung, ähnlich wie kovalente Bindungen sie haben. Die Ausrichtung der freien Elektronenpaare des Akzeptors Y lenkt den Winkel zwischen H…|Y–R2, der daher meist nicht linear ist.
Eine Wasserstoffbrücke kann man als einen „gefrorenen“ Teilschritt eines Protonentransfers betrachten. Die Stärke der Bindung steigt mit der Säurekonstanten von R–X–H und der Basenkonstanten von |Y–R. Bei einer Wasserstoffbrücke zwischen einem Oxoniumion (H3O+) und einem Wassermolekül bildet sich ein Dimer H(OH2)2+ mit starker Bindung, bei dem die beiden Bindungen des verbrückenden H-Atoms gleich lang sind:
{\displaystyle \mathrm {H_{2}O{\mathord {-}}H{\mathord {-}}OH_{2}^{+}} } mit 138 kJ/mol.
Liegen Wasserstoffbrücken zwischen schwer polarisierbaren Bindungspartnern mit schwachem Säure-Base-Verhalten vor, sind die H-Brücken sehr schwach und ungerichtet. In diesem Fall wird die Stärke der Wechselwirkung von Van-der-Waals-Kräften bestimmt.

## Klassifizierung von Wasserstoffbrückenbindungen

1,4-Glycosidische Verknüpfung in Cellulose, ausgewählte Wasserstoffbrücken sind blau gestrichelt.

George A. Jeffrey hat eine Klassifikation bezüglich der Stärke von Wasserstoffbrücken eingeführt.
- Starke Bindungen (63–167 kJ/mol): Beispielsweise die Wasserstoffbrücken von Fluorwasserstoff
- Mittlere Bindungen (17–63 kJ/mol): Beispielsweise die Wasserstoffbrücken in Wasser oder in Kohlenhydraten
- Schwache Bindungen (< 17 kJ/mol): Beispielsweise C–H···O-Wasserstoffbrücken in Proteinen[4]

## Auswirkungen von Wasserstoffbrückenbindungen
Wasserstoffbrücken als zwischenmolekulare Kräfte wirken zwischen Molekülen einer Verbindung oder der Verbindung mit protischen Lösungsmitteln wie Wasser. Sie führen zu
- der Mischbarkeit von kurzkettigen Alkoholen mit Wasser und
- der guten Löslichkeit von Gasen wie Ammoniak in Wasser,
- der Wasserlöslichkeit von einfachen Sacchariden (Monosaccharide, Disaccharide) und Polymeren wie Polyethylenglycol,
- erhöhten Siede- und Schmelzpunkten sowie erhöhten Verdampfungsenthalpien vieler Verbindungen, die Hydroxy- oder Aminogruppen tragen.

| | |
| Vergleich der Siedepunkte und molare Masse M von Alkanolen und Alkanen: Alkanole haben im Vergleich zu Alkanen ähnlicher Masse einen höheren Siedepunkt. | Vergleich der Siedepunkte und molare Massen von Wasserstoffverbindungen der 4. Hauptgruppe und der 6. Hauptgruppe der Elemente: Wasser hat einen auffällig hohen Siedepunkt. Bei Schwefelwasserstoff (H2S) sind die Wasserstoffbrückenbindungen schon sehr schwach und wirken kaum auf den Siedepunkt. |

### Wasserstoffbrücken in Biomolekülen
Wasserstoffbrücken sind verantwortlich für die speziellen Eigenschaften vieler für Lebewesen wichtiger Moleküle:
- Proteine: Stabilisierung von Sekundärstrukturelementen wie α-Helix[5] und β-Faltblatt[6], sowie der Tertiärstruktur und Quartärstruktur (es treten bei Proteinen zusätzlich auch noch andere Bindungstypen auf).
- RNA: komplementäre Basenpaarung innerhalb von ncRNA-Molekülen oder zwischen RNA- und DNA-Molekülen.
- DNA: komplementäre Basenpaarung innerhalb der Doppelhelix; die beiden DNA-Stränge werden von den Wasserstoffbrückenbindungen zusammengehalten. Sie lassen sich jedoch (beim Kopiervorgang durch Helikasen) lösen („Reißverschluss“-Prinzip).
- Wirkstoffe: Die Bindungsaffinität von Wirkstoffen an ihre Zielstrukturen hängt maßgeblich von den gebildeten Wasserstoffbrücken ab.[7]

| | | |
| Darstellung eines β-Faltblattes. R steht für den Rest der jeweiligen Aminosäure, Wasserstoffbrückenbindungen sind gestrichelt gezeigt. | Das Basenpaar GC {Guanin (G) und Cytosin (C)} enthält drei gepunktet blau gezeichnete Wasserstoffbrückenbindungen. | Das Basenpaar AT {Adenin (A) und Thymin (T)} enthält zwei gepunktet blau gezeichnete Wasserstoffbrückenbindungen. |

### Wasserstoffbrücken von Wasser

Ideale Tetraederstruktur innerhalb eines Wasserclusters

Räumliche Vernetzung der Wassermoleküle

Durch die höhere Elektronegativität des Sauerstoffs mit 3,4 gegenüber der des Wasserstoffes mit 2,2 weist das Wassermolekül Partialladungen auf. Der Sauerstoff ist dadurch partiell negativ (δ−), die Wasserstoffatome partiell positiv (δ+). Die Wasserstoffbrücken bilden sich zwischen den unterschiedlichen Partialladungen aus.
Wasserstoffbrücken sind für eine Anzahl wichtiger Eigenschaften des Wassers verantwortlich. Darunter sind der flüssige Aggregatzustand bei Normalbedingungen, die Kohäsion, der relativ hohe Siedepunkt und die Dichteanomalie des Wassers.
Die typische Bindungslänge von Wasserstoffbrücken in Wasser ist 0,18 nm. Es treten dabei zwei Typen von Bindungen auf. Sogenannte lineare Bindungen mit einem Bindungswinkel von 180° und nichtlineare 180° ± 20°, wobei die lineare Bindung überwiegt. Wohingegen ein rein tetraedrisches Netzwerk (Bindungswinkel 180°) zu jeweils 4 nächsten Nachbarn führen müsste (Koordinationszahl 4), ist die (durch Röntgenstreuung) gemessene Koordinationszahl unter Normalbedingungen 4,5. Bei abnehmender Dichte verringert sich dieses Ordnungsmaß (im Gegensatz zu einer Erhöhung der Koordinationszahl bei den meisten anderen Flüssigkeiten) auf 4 und damit auf den Wert für eine ideale tetraedrische Struktur.
Beim Verdampfen müssen die Wasserstoffbrücken getrennt werden; hierdurch erklärt sich der (im Vergleich zu anderen Substanzen) hohe Energieaufwand, um flüssiges Wasser von 100 °C in Dampf von 100 °C umzuwandeln (siehe Verdampfungsenthalpie).

## Intramolekulare Wasserstoffbrücken

Pseudocyclische Struktur der Ricinolsäure mit der blau gepunktet gezeichneten intramolekularen Wasserstoffbrückenbindung

Liegt im Molekül sowohl Donator als auch Akzeptor vor, kann es innerhalb des Moleküls zu einer Wasserstoffbrücke kommen, wie etwa bei der Ricinolsäure. Dort ist sowohl eine Hydroxygruppe, als auch eine Carboxygruppe vorhanden. Eigentlich müsste die Hydroxygruppe den Schmelz- bzw. Siedepunkt erhöhen. Allerdings ist, da die Hydroxygruppe mit der Carboxygruppe eine Wasserstoffbrücke eingeht, der Siedepunkt der Ricinolsäure niedriger als der der Ölsäure, deren fehlende Hydroxygruppe keine Brückenbildung ermöglicht. Die Carboxygruppe kann also nicht mehr in gleichem Ausmaß intermolekulare Wasserstoffbrücken eingehen, als wenn die intramolekulare Hydroxygruppe nicht vorhanden wäre. Auch die räumliche Struktur verändert sich; es entstehen aufgrund der Anziehungskräfte zwischen den polaren Gruppen pseudocyclische Strukturen.